# Enlil-báni
Enlil-báni, Enlil-du vagy Enlil-rú Íszín sumer–amorita városkirályság uralkodója az i. e. 19. században. Származása ismeretlen, ezért a neve – 𒀭𒂗𒆤𒆕 – két lehetséges alakú, sumer nyelven olvasva den-lil2-du3/ru2 (Enlíl-dù/rú), akkád nyelven denlil-banû. Mindkettő azt jelenti, hogy „aki Enlilnek épít”. Ez időben Íszín lakossága általában amorita volt, így az akkád névalakot szokás használni, de nem tudjuk, valójában mi volt az anyanyelve és az etnikai származása.
Trónra kerülése rendkívül különös, valószínűleg teljesen egyedi a világtörténelemben. Elődje, Erraimittí uralkodásának hatodik évében a Buranunna (mai Eufrátesz) egy hatalmas áradása miatt „helyettes királyt” választottak, aki egy napig uralkodott, majd feláldozták az isteneknek. Az is elképzelhető, hogy a szokásos újévi „pótkirályról” volt szó (šar pūḥi), akit minden évben a királyság bűneinek megváltására áldoztak fel. Ez az áldozati király lett Enlil-báni, a király kertésze. A nap végén rendezett lakomán azonban Erraimittí torkán akadt a forró kása, és meghalt. Ezzel az istenek megkapták, ami nekik járt, Enlil-báni pedig király maradt még 23 éven át.
Az erről szóló szöveg asszír változatban maradt fenn, eredetije a legrégebbi említése ennek a szokásnak.